# Orientibis
Orientibis (Threskiornis melanocephalus) är en fågel i familjen ibisar inom ordningen pelikanfåglar. Den förekommer i södra och sydöstra Asien, från Pakistan till Java. 

## Utseende
Orientibisen är en satt, huvudsakligen vit ibis med kraftig, nedåtböjd svart näbb. Adult fågel i häckningsdräkt har bart, svart huvud och vita plymer på nedre delen av halsen. Vidare har den varierande gulaktig anstrykning på mantel och bröst samt grå skapularer och förlängda tertialer. Utanför häckningstid är kroppen helvit och saknar plymer. Ungfågeln har grå fjädrar på huvud och hals samt svarta vingspetsar. Kroppslängden är 75 cm.

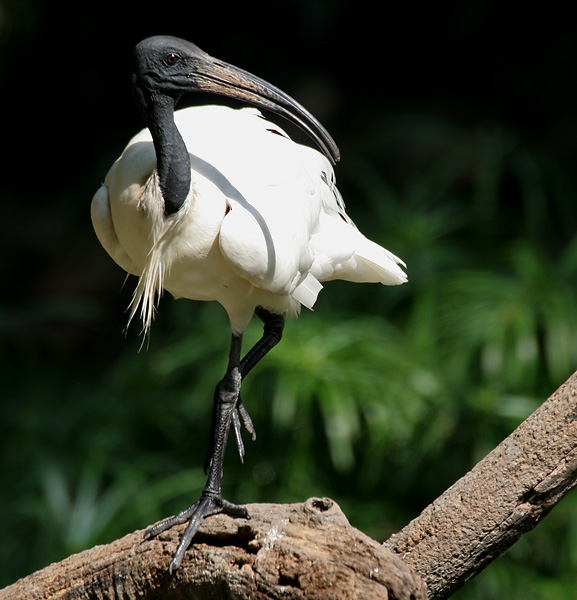
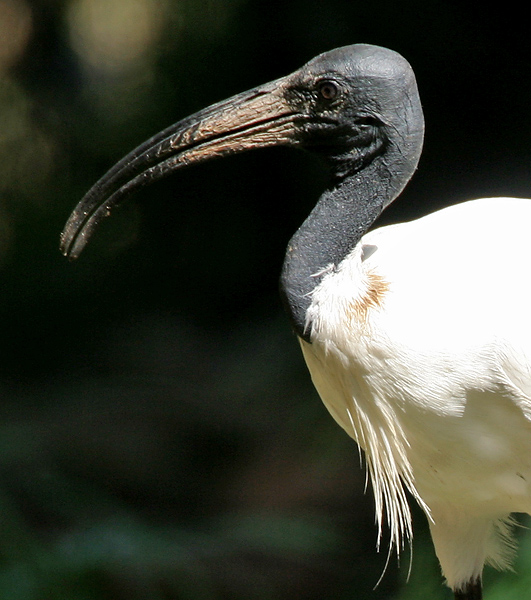

## Utbredning
Orientibisen häckar från Pakistan (södra Sind) och Nepal genom Indien till Sri Lanka, även i Sydostasien i Kambodja, södra Vietnam samt på Java och möjligen Sumatra. Förmodligen häckar den även i nordöstra Kina, i Heilongjiang. Vintertid ses den även i södra Kina, Myanmar, Thailand, Filippinerna och på Sumatra. Orientibisen har tillfälligt påträffats i Japan, Sydkorea, Laos och Mongoliet.

## Systematik
Orientibisen är nära släkt med helig ibis (Threskiornis aethiopicus), madagaskaribis (T. bernieri) och australisk ibis (T. molucca). Tidigare har de alla fyra behandlats som en och samma art. Den behandlas som monotypisk, det vill säga att den inte delas in i några underarter.

## Levnadssätt
Orientibisen hittas i öppet landskap i våtmarker, träsk, översvämmande områden, risfält och vid flod- och sjökanter. Födan består av grodor, grodyngel, sniglar, insekter och deras larver samt maskar, men även fisk och kräftdjur. Häckningssäsongen varierar beroende på vattentillgång, men vanligen juni-oktober i norra Indien, november-mars i södra Indien och Sri Lanka samt oktober-april i Sydostasien. Den placerar sitt bo i ett träd eller i en buske, vari den lägger två till fyra kritvita ägg.

## Status och hot
Orientibisen har ett stort utbredningsområde och beståndet tros växa. Världspopulationen uppskattas till mellan en kvarts och en halv miljon vuxna individer. IUCN kategoriserar den som livskraftig.